# 国際連合安全保障理事会決議724
国際連合安全保障理事会決議724（こくさいれんごうあんぜんほしょうりじかいけつぎ724、英: United Nations Security Council Resolution 724）は、1991年12月15日に国際連合安全保障理事会で採択された決議である。ユーゴスラビアに関する決議713と721を再確認し、国際連合事務総長ハビエル・ペレス・デ・クエヤルの報告に言及した上で、ユーゴスラビアで計画されている平和維持活動の提案を進めることに同意し、同国への武器禁輸に関する事項を検討するための委員会の設立を決定した。
安保理は、国際連合憲章第7章に基づいて、すべての加盟国に対して、ユーゴスラビアへの全般かつ完全な武器禁輸を履行するために必要な措置について報告するように求め、禁輸違反やそれを裏付ける方法を含めて、すべての加盟国が取った措置を検討するための委員会の設立を決め、すべての加盟国に対して委員会に協力するように求めた。委員会の権限は、その後の決議により他の地域にも拡張されていくことになった。
また、国連事務総長による人道支援の実行と加盟国や国際機関による市民のニーズへの対応を奨励した。
この決議は、ソビエト連邦の崩壊で国連の議席がロシア連邦に交代する前に、最後にソビエト連邦が出席したものとなった。